# 阿目虎南
阿目虎南(あもくこなん、1987年7月13日-)は、日本のダンサー、振付家、俳優。埼玉県出身、東京都在住。身長174cm 血液型O型。2021年- アーティストコレクティブ「燦然CAMP」主宰。2022-2024年 A5yl/燦然光芒 芸術監督。燦然CAMPおよびソロ名義作品における演出、振付、照明、音響の全プラン作成を担当。2008-2019年まで大駱駝艦およびキャメルアーツ所属。以降、キャメルアーツと業務提携。

## 略歴
2008年 大駱駝艦に入艦、麿赤兒に師事。以降、2019年3月まですべての作品に参加。
2019年 独立後、ソロでの活動を開始。
2020年 Dance Base Yokohama 新型コロナウイルスを受けての支援アーティスト
2021年 東京都公認大道芸人ライセンス「ヘブンアーティスト」取得
2021年 燦然CAMP 設立
2022年 A5yl/燦然光芒 芸術監督に就任
2023年 Dance Base Yokohama 公募レジデンスアーティスト　Butoh Lab Camp 2023講師　武蔵野美術大学特別講師
2025年  世界に羽ばたく次世代クリエイターのためのDaBY 国際ダンスプロジェクト “Wings” 

## 活動歴

### 演出・振付舞台作品
- 『沼辺のニジンスキー』2010年 10月、Gallery Terra Tokyo
- 『ニグレド』2012年 5月、TWS本郷
- 『アルベド』2012年 11月、国立奥多摩美術館
- 『城』2014年 9月、国立奥多摩美術館
- 『蝶番』2016年 9月、埼玉県立近代美術館
- 『INVOLVE』2016年 10月、武蔵野タワーズ スカイゲートタワー前広場
- 『暁の権化』[3]2018年 9月、大駱駝艦 壺中天スタジオ　出演：齋門由奈、谷口舞、金能弘、坂詰健太、荒井啓汰、阿蘇尊(以上、大駱駝艦)
- 『純血』[4]2019年 7月、プロト・シアター
- 『大蛇の舌上にて』[5]2019年 8月、Auditorio Sonia Fejardo Forero / THEATRO LIBRE / THEATRO LA CANDELARIA / Casa Kilele , Bogota, Colombia
- 『阿目虎南 Dance Suplex  珪花/雁木』[6]2019年 10月、Gallery N
- 『Baroque』2019年 12月、プロト・シアター　出演：矢嶋美紗穂、伊原佳奈子、謝花翔陽、小寺創太
- 『襞』2020年 1月、シアターバビロンの流れのほとりにて
- 『Dancer Beyond The Showcase』2020年 3月、プラザノース・ノースギャラリー
- 『Pliegues y burla』2020年 6月、FESTA Festival(主催:TEATRO ALTERNATIVO)  Bogota, Colombia
- 『D-stance』2020年 9月、FESTIVAL OFF(主催:DITIRAMBO TEATRO)  Bogota, Colombia
- 配信舞踏公演『曇天ヲ突ケ。』[7]2020年 10月、サブテレニアン(無観客)　共同振付、出演:谷口舞(大駱駝艦)  配信元:観劇三昧LIVE
- 『D-stance(再演)』2020年 12月、FESTIVAL OFF(主催:DITIRAMBO TEATRO)  Bogota, Colombia
- 『阿目虎南×二藤建人 Dance Suplex 遠雷と柱』

2021年 1月、富士見市民文化会館 キラリ☆ふじみ　出演：二藤建人、謝花翔陽、鳴神硬雪
- 『D.E.C.O』2021年 1月、プラザノース・ノースギャラリー　出演：鳴神硬雪
- 『阿目虎南×Sebastian Roncallo Ramirez Dance Suplex 袈裟懸けにKISS』[8]2021年1月、国立奥多摩美術館　出演：謝花翔陽、鳴神硬雪、Sebastian Roncallo Ramirez
- 配信舞踏公演『座礁・生臭坊』2021年2月、SCOOL　出演：鳴神硬雪 　配信元：観劇三昧LIVE
- 文化庁　現代舞踊協会主催　令和二年度 次代の文化を創造する新進芸術家育成事業 現代舞踊新進芸術家育成Project「アウトリーチプロジェクト: 劇場外での実践と地域へのコミットメント」『大馬車道 虎の舞』[9][10][11]　　2021年3月、みなとみらい線 馬車道駅構内・改札内コンコース　共同振付、出演：谷口舞(大駱駝艦)
- 『阿目虎南×鳴神硬雪 Dance Suplex Wrong Tuning』2121年3月、彩の国さいたま芸術劇場　配信：YouTube(全14回)　出演：鳴神硬雪、小寺創太
- 燦然CAMP主催　阿目虎南単独舞踏公演『即興』2021年5月、泰生ポーチFRONT
- 燦然CAMP主催　舞踏×ノイズ「背徳のチゴ」2021年6月、CON TON TON VIVO　出演：谷口舞（大駱駝艦）　謝花翔陽
- 燦然CAMP舞踏公演「Amok,Amalgam」2021年9月、彩の国さいたま芸術劇場　小ホール　出演：谷口舞（大駱駝艦）、矢嶋美紗穂、伊原佳奈子、天神直樹、鳴神硬雪、謝花翔陽、たくみちゃん
- 中央線芸術祭前夜祭「ダイダラボッチパフォーマンス」2021年9月、コミュニティステーション東小金井広場
- DanceDanceDance@YOKOHAMA 2021 サポート事業　ダンス×生物学「軸の形成」ワークインプログレス　2021年9月、泰生ポーチFRONT　出演：谷口舞(大駱駝艦)　岩崎佐和
- 阿目虎南 舞踏パフォーマンス&ワークショップ「身体の地平、夢幻の標」2021年10月、STUDIO・45
- 中野岳 個展「棒馬棒」2022年2月、gallery N　出演：謝花翔陽
- ダンス×生物学「軸の形成」2022年3月、SCOOL　出演：谷口舞（大駱駝艦）、岩崎佐和
- 阿目虎南独舞公演「Glowing Ember l」2022年6月、A5yl/燦然光芒
- 阿目虎南独舞公演「Glowing Ember ll」2022年7月、A5yl/燦然光芒
- 阿目虎南独舞公演「Glowing Ember lll」2022年8月、A5yl/燦然光芒
- 阿目虎南独舞公演「Glowing Ember Ⅳ」2022年9月、A5yl/燦然光芒
- 阿目虎南独舞公演「Glowing Ember V」2022年10月、A5yl/燦然光芒
- 阿目虎南舞踏公演「 Where am I ? 」2022年10月、Teatr Powszechny plac przed teatrem w Radom / Stary Ogród w Radomiu / Grób Nieznanego zolnieza Warsawa / Zamek Królewski w Warsawie / 高架下空き倉庫　2023年3月、横浜スタジアム（再演）　2024年3月、ノースギャラリー（再演）
- 「私たちの不在」2022年10月、高架下空き倉庫
- 阿目虎南独舞公演「Glowing Ember Ⅵ」2022年11月、A5yl/燦然光芒
- 燦然CAMP舞踏公演「舞踏山月記」[12]2022年12月、シアター・バビロンの流れのほとりにて　出演：谷口舞(大駱駝艦)
- 阿目虎南独舞公演「Glowing Ember Ⅶ」2022年12月、A5yl/燦然光芒
- 『Dance Suplex 能、不在』2122年12月、STUDIO・45　配信：YouTube　出演：鳴神硬雪、Nyoow
- 阿目虎南独舞公演「Glowing Ember Ⅷ」2023年1月、A5yl/燦然光芒
- 「即興二番」2023年2月、con ton ton　出演：天神直樹、國安雄
- 阿目虎南独舞公演「Glowing Ember Ⅸ」2023年2月、A5yl/燦然光芒
- 阿目虎南独舞公演「Glowing Ember Ⅹ」2023年3月、A5yl/燦然光芒
- 「About the stone」2023年5月、 サブテレニアン
- 燦然CAMP「G感覚」2023年6月、サブテレニアン　出演：谷口舞(大駱駝艦)、國安雄
- 「The Folds」2023年7月、Espace Culturel Bertin Poirée, Paris, France、Tranzit House, Cluj, Romania、Cabana La Ionel, Cluj, Romania　2024年3月、Annex Theater, Vancouver（再演）
- 「ステルス態／CITY CAMOUFLAGE　習作」2023年7月、Cité Internationale des Arts
- 「ステルス態／CITY CAMOUFLAGE」2023年8月、サブテレニアン
- 「たくみちゃんの動く城」2023年9月、Contrail　スコア作成：たくみちゃん
- 「Dance Suplex MASTABA」2123年10月、さいたま市青少年宇宙科学館　配信：YouTube　出演：鳴神硬雪、矢嶋美紗穂
- 「イノコヅチ」2023年11月、テルプシコール
- 「hiina」2023年11月、岩槻人形博物館　出演：谷口舞（大駱駝艦）
- 「Untitled(Magic_k_al "The Graduate" / DVN.QSN.OAN ∴鳥頭の男） Facility: TO SAVE THE WORLD FROM DESTRUCTION」原案：謝花翔陽　出演：謝花翔陽、油絵博士　 2023年12月 、バンビナートギャラリー、東京藝術大学　2024年11月、王城ビル
- 「グニャる」2023年12月、Dance Base Yokohama
- 「阿目虎南 Multi Layered Body」（出演：鹿島梨恵奈　柴崎莉良　畠中真濃　　平林唯　堀川七菜）　2024年 1月、Dance Base Yokohama
- 「Glowing Ember X+」［共同演出、共同振付：谷口舞（大駱駝艦）］　2024年 2月、A5yl/燦然光芒
- 「H/F」 2024年4月、ターナーギャラリー スコア共同作成：平川恒太
- 「沼への階段/Stairway to Swamp」2024年5月、6月、7月　サブテレニアン
- 「蹴り損の棘もうけinstrumental」2024年 7月　Ｍ-gallery
- 「sideline l」2024年 8月　Open Art Platform iru
- 「Luminous ashes」［共同演出、共同振付：Joanna Rosenfeld］2024年 9月　Dance Base Yokohama、contonton VIVO　2025年3月　Dance Base Yokohama[13]
- 「Multi Layered Body《Animal》」　2024年10月　テルプシコール
- 「R/evolution(s)」トライアウト （出演：安孫子雪乃、長田萌夏、金子美月、川添エミリ、今野ゆうひ、島津華子、鶴見香弥、畠中真濃、Martin Barcelo、古川茉那佳、前川友萌香、松倉祐希、Joanna Rosenfeld）2025年3月　Dance Base Yokohama[13]
- 「sideline II -still life-」（出演：鳴神硬雪）2025年7月　Open Art Platform iru
- 「R/evolution(s)」WIP  （出演：長田萌夏、鶴見香弥、畠中真濃、松倉祐希）2025年7月　Dance Base Yokohama[13]

### キュレーション、ドラマトゥルク
・腰山大雅 写真展「Glowing Ember」2024年2月、A5yl/燦然光芒
・ 「Resonant Void」2024年12月、水性

### 出演舞台
- 『世界劇　黄金の刻』2010年2月、日本武道館（演出：なかにし礼）
- 新潮劇院京劇公演『孫悟空対孫悟空』2010年5月、関内ホール 大ホール（演出：張烏梅）
- 『金閣寺』2014年4月、赤坂ACTシアター（演出：宮本亜門）
- 『大逆走』2015年10月、Bunkamuraシアターコクーン（演出：赤堀雅秋）
- 『オフェリアと影の一座』2016年11月、東京芸術劇場プレイハウス、りゅーとぴあ 新潟市民芸術文化会館（演出：小野寺修二）
- 日本 ポーランド 国交樹立100周年記念公演「狂人と尼僧」2019年8月、シアターバビロンの流れのほとりにて （演出：赤井康弘）
- 「虫めづる姫君」2022年2月、東京文化会館　小ホール（演出：我妻恵美子）
- 大駱駝艦・天賦典式　創立50周年公演「おわり」「はじまり」2022年7月、世田谷パブリックシアター（演出：麿赤兒）
- 「コスモス／KOSMOS」2022年8月、シアター・バビロンの流れのほとりにて(演出：赤井康弘)
- 「コスモス／KOSMOS」2022年10月、ラドム市民劇場（ラドム）　コレギウムノビリウム（ワルシャワ）上演台本・演出・美術：赤井康弘　原作：ヴィトルト・ゴンブロヴィッチ
- 「ダサカッコワルイ・ダンス」2023年2月、SHIBAURA HOUSE(キュレーション：山﨑広太)
- 大駱駝艦・天賦典式「おわり」益田公演　2023年6月、島根県芸術文化センター「グラントワ」大ホール（演出：麿赤兒）
- 大駱駝艦・天賦典式「脳 -BRAIN-」　2024年11月、世田谷パブリックシアター（演出：麿赤兒）

### 出演PV
- sikisi「GUM」MV  2020.
- Candy Foxx「GOSHI GOSHI」2021.
- Candy Foxx「SUSHI YAKUZA」2021.

### 出演TVドラマ
- 『スマイル』2009、TBS
- 『牙狼-GARO- 〜MAKAISENKI〜』2011、TX
- 『まほろ駅前番外地』第3話 2013、TX
- 『スカッとジャパン』CX
- 『HiGH&LOW』第7話 2015、NTV
- 『湯けむりバスツアー　桜庭さやかの事件簿７』沼尾　役　2016、TBS
- 『眩（くらら）〜北斎の娘〜』2017、NHK
- 『破獄』2017、TX
- 『僕たちがやりました』第2話　2017、KTV
- 『女囚セブン』第8話　2017、EX
- 『SR　サイタマノラッパー〜マイクの細道〜』南　役　2016、TX
- 『NHKスペシャル 未解決事件File.07 警視庁官狙撃事件 ドキュメンタリー』2018、NHK
- 『いだてん〜東京オリムピック噺〜』2019、NHK大河ドラマ
- 『ピュア！ 一日アイドル署長の事件簿』信者　役　2019、NHL
- 『みをつくし料理帖SP』願人坊主　役　2019、NHK
- 『詐欺の子』詐欺グループリーダー　役　2019、NHK
- 『麒麟がくる』坊主　役　2020、NHK大河ドラマ
- 『パパがも一度恋をした』2020、THK
- 『明治開化　新十郎探偵帖』新聞売り　役　2020、NHK
- 『年の差婚』バンドマン　役　2020、TBS
- 「シリーズ江戸川乱歩短編集IV『新！少年探偵団』」第2話　黒い魔物、コック　役　2021、NHK
- 『ネメシス』依頼人　役　2021、NTV
- 『青天を衝け』2021、NHK大河ドラマ
- 『Dr.チョコレート』第3話・第5話　菅原　役　2023、NTV
- 『対ありでした。 〜お嬢さまは格闘ゲームなんてしない〜』第3話　九十九神　役　2023、Lemino
- 『Believe-君にかける橋-』4話　男性　役　2024、EX
- 『クラスメイトの女子、全員好きでした』第2話（2024年7月18日、読売テレビ・日本テレビ系列） - チンピラ 役

### 出演映画
- 『ラビット・ホラー３D』2011、清水崇監督
- 『劇場版SPEC〜天〜』2012、堤幸彦監督
- 『HK/変態仮面』2013、福田雄一監督
- 『進撃の巨人 ATTACK ON TITAN』巨人　役　2015、樋口真嗣監督
- 『過激派オペラ』2016、江本純子監督
- 『関ヶ原』2017、原田眞人監督
- 「HiGH&LOW THE MOVIE 2 / END OF SKY」（監督：久保茂昭 / 中茎強）
- 『武曲 MUKOKU』2017、熊切和嘉監督
- 『今夜、ロマンス劇場で』2018、武内英樹監督
- 『ギャングース』佐藤　役　2018、入江悠監督
- 『純平、考え直せ』2018、森岡利行監督
- 『タロウのバカ』2019、大森立嗣監督
- 『倭文　旅するカジの木』2024、北村皆雄監督

### 出演CM
・『メイプルストーリー』2024

### 主演舞台
- 「Peste≠Peste／私たちが望むものは」2020年 12月、サブテレニアン　演出：赤井康弘　原作／E・イヨネスコ（「殺戮ゲーム」）
- 「大馬車道 虎の舞」2021年 3月、みなとみらい線「馬車道駅」改札内コンコース
- 「コスモス／KOSMOS」2022年8月、シアター・バビロンの流れのほとりにて　上演台本・演出・美術：赤井康弘　原作：ヴィトルト・ゴンブロヴィッチ
- 「コスモス／KOSMOS」2022年10月、ラドム市民劇場（ラドム）　コレギウムノビリウム（ワルシャワ）上演台本・演出・美術：赤井康弘　原作：ヴィトルト・ゴンブロヴィッチ

### 主演映画
- 『BUTOH DANCE』2019、James Latimer監督

サンフランシスコドキュメンタリー映画祭、熱海国際映画祭、米国・ハリウッドにてLosAngeles Lift-off film festival、St.Louis  international film festival、 英国アカデミー賞公認映画祭Aesthetica short film festival ダンス部門 にて入選・上映
- 『SONGS FOR MY SON』主人公・安藤公平　役　2025年公開予定、和田昌宏監督

### モデル
- 『ROEN[14] SPRING&SUMMER 2012』
- 『Libertin DUNE No.5』
- 『SWITCH 2016年4月号』
- 『Sento Bather』by Simon Urwin （National Portrait Gallery, Taylor Wessing photoaward 受賞）

### 出演イベント
- ニコニコ超パーティーlll 2014年 4月
- TERATOTERA祭り2016 Involve-価値観の異なる他者と生きる術-
- アーツさいたま・きたまちフェスタ vol.6 ASK6”規制に奇正-サイタマにオクタマ”　2020年 3月
- Festival OFF(南米・コロンビア)　2020年 12月
- アーツさいたま・きたまちフェスタVol.7 ASK7"Mixed Arts & Martial Arts!?"　2021年1月
- TPAMフリンジ 2021
- Center line art festival Tokyo 2021
- Center line art festival Tokyo 2022
- District Assembly of Arts 2022 (南米・コロンビア) 2022年11月
- Whenever Wherever Festival 2023
- アーツさいたま・きたまちフェスタVol.9 ASK9"ART-CHARI"　2023年3月
- dance for future streetーDaBYまちを踊る　2023年3月
- MAN STANDING vol.2　2023年5月
- オフトウキョウ2023　2023年8月
- Center line art festival Tokyo 2023
- さいたま国際芸術祭2023
- YPAMフリンジ2023
- Vancouver International Dance Festival 2024
- アーツさいたま・きたまちフェスタVol.10 ASK10"時計仕掛け！？のアートタウン" 2024年3月
- Vancouver International Dance Festival 2024
- Center line art festival Tokyo 2024
- Center line art festival Tokyo 2025

### 受賞歴
国際ゴンブロヴィッチ演劇祭 準グランプリ受賞(2022年)